# أشلي ستيفنسون
أشلي ستيفنسون هي لاعبة هوكي الجليد كندية، ولدت في 22 نوفمبر 1982 في تورونتو في كندا.

## وصلات خارجية
- أشلي ستيفنسون على موقع EliteProspects.com (الإنجليزية)
- أشلي ستيفنسون على موقع اللجنة الأولمبية الكندية (الإنجليزية)